# Brigham Young
Brigham Young (ur. 1 czerwca 1801 w Whitingham (stan Vermont), zm. 29 sierpnia 1877 w Salt Lake City) – amerykański polityk i drugi prorok (prezydent) Kościoła Jezusa Chrystusa Świętych w Dniach Ostatnich.

## Biografia
Nie posiadał wykształcenia (jego szkolna edukacja trwała dwa lata). W 1832 r. przystąpił do Kościoła Jezusa Chrystusa Świętych w Dniach Ostatnich (tzw. mormonów). Jesienią 1839 roku wraz z innymi udał się w drugą w historii Kościoła podróż do Anglii. W jej wyniku do roku 1841 do Kościoła przystąpiło ponad 6000 osób.
Po śmierci założyciela i proroka tej religii – Josepha Smitha w 1844 r. został jego następcą. Pod jego przewodnictwem członkowie Kościoła przeszli Wielkie Równiny Ameryki i osiedlili się w Dolinie Wielkiego Jeziora Słonego, w której to założyli miasto Salt Lake City, będące obecnie stolicą stanu Utah. Brigham Young był pierwszym gubernatorem Terytorium Utah. Po jego odwołaniu w połowie 1857 roku ze stanowiska gubernatora przez prezydenta Jamesa Buchanana niezadowoleni mormoni przeprowadzili 11 września tego roku masakrę pod Mountain Meadows. Spowodowała ona interwencję armii Stanów Zjednoczonych w latach 1857–1858 znaną jako wojna w Utah.
Założył także uniwersytet w Utah.
Po jego śmierci prezydentem Kościoła został John Taylor.

## Galeria

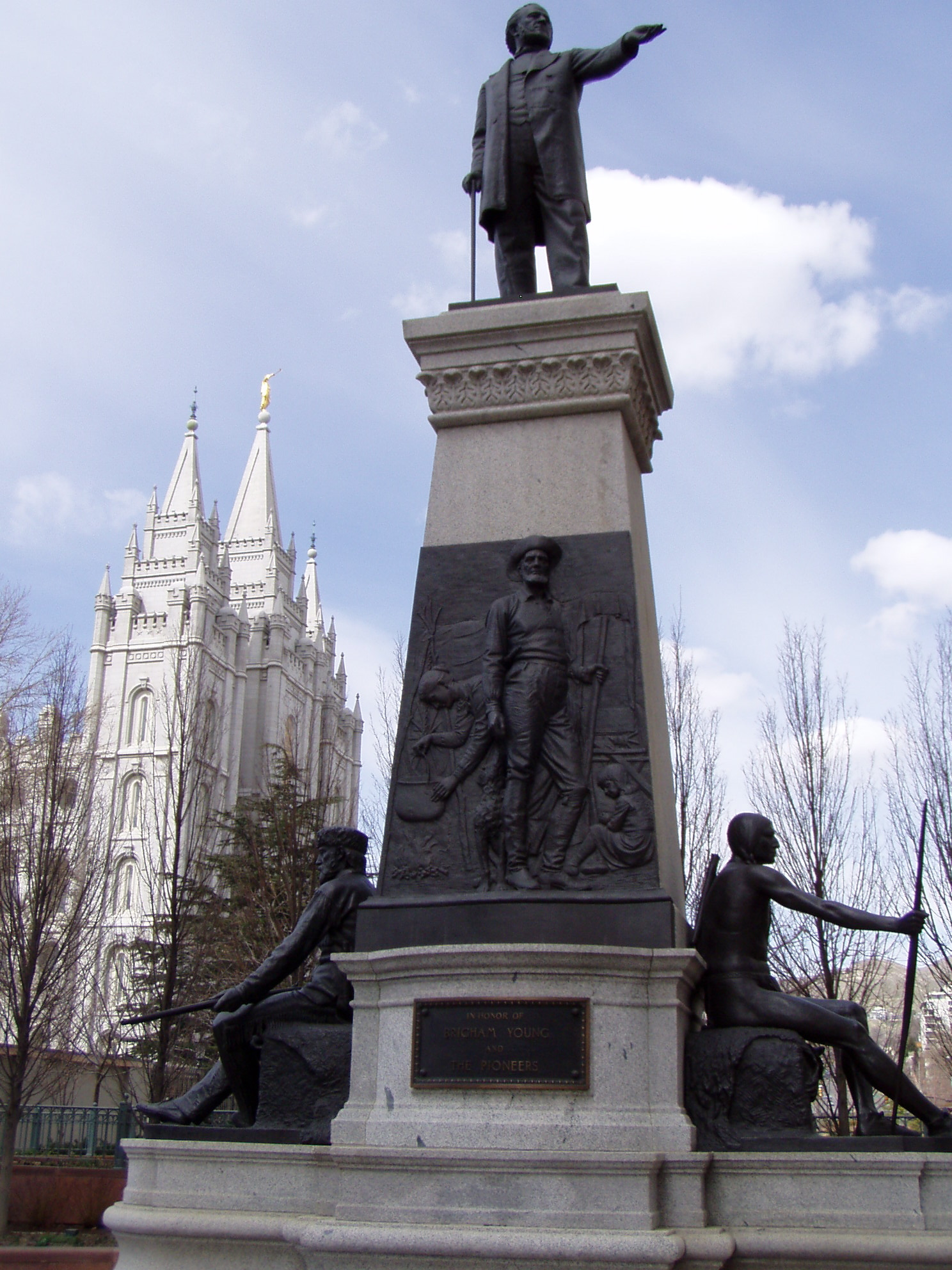
Pomnik Brighama Younga w Salt Lake City
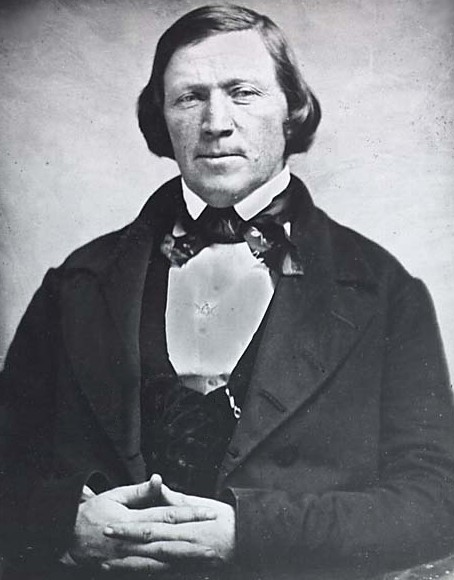

W beletrystyce postać Brighama Younga wraz z krytycznym ukazaniem społeczno-religijnych praktyk mormonów zawarł Arthur Conan Doyle w swej wczesnej powieści Studium w szkarłacie (1886).